# Recensement du Canada de 2021
Le recensement du Canada de 2021 est le dénombrement de la population du Canada ainsi que de ses caractéristiques mené par Statistique Canada sur l'ensemble du pays au 11 mai 2021. Cette 16e édition du recensement canadien suit celle de 2016, qui a permis le dénombrement de 35 151 728 habitants. Le taux de participation du recensement s'élève à 98 %, ce qui est légèrement inférieur au taux de participation du recensement de 2016. Le recensement de 2021 permet de constater que la population totale du pays s'élève à 36 991 981 habitants au 11 mai 2021, une augmentation de 5,2 % par rapport à 2016.

## Planification
La consultation sur le contenu du programme du recensement se déroule du 11 septembre au 8 décembre 2017. Le recensement est effectué par l'agence gouvernementale Statistique Canada et se déroule par d'autres moyens qu'en présence physique en raison de la pandémie de COVID-19 au Canada. L'agence a même envisagé de reporter le recensement jusqu'en 2022, dû à la situation pandémique.
Environ 900 superviseurs et 31 000 enquêteurs de terrain sont embauchés pour mener l'enquête porte-à-porte auprès des individus et des ménages qui n'avaient pas rempli le questionnaire du recensement à la fin mai ou au début juin. Les agents de démarchage portaient des masques et maintenaient une distance physique pour se conformer aux règles gouvernementales en lien avec la pandémie de COVID-19.

## Questionnaire
Au début de mai 2021, Statistique Canada débute les envois postaux destinés aux ménages du pays contenant les instructions pour remplir le questionnaire du recensement. Les questionnaires peuvent être remplis en retournant le questionnaire papier, par téléphone ou en ligne en utilisant un code d'accès fourni dans l'envoi. Statistique Canada s'attend à ce qu'environ 80 % des ménages remplissent le questionnaire en ligne. Celui-ci est également disponible en gros caractères, en braille et en version audio et vidéo. Les questions du questionnaire peuvent d'ailleurs être lues en plusieurs langues étrangères (arabe, chinois simplifié et traditionnel, italien, coréen, persan, portugais, punjabi, russe, espagnol, ourdou et vietnamien) et autochtones (atikamekw, chipewyan, cri des marais, cri des plaines, cri du nord du Québec, innu-aimun, inuktitut du Nunavik et du Nunavut, mohawk, naskapi, ojibwé, oji-cri et tłı̨chǫ), mais le questionnaire doit malgré tout être rempli en français ou en anglais.
Il est prévu que le questionnaire standard (abrégé) doit être rempli par 75 % des ménages, alors que les 25 % restants doivent remplir un questionnaire détaillé pour recueillir des données sur l'état économique et social du ménage et sur le logement occupé, notamment, en plus des autres données sur l'âge, les langues parlées, l'état matrimonial, l'appartenance religieuse et d'autres informations de base qui sont également recueillies dans le questionnaire standard.
Remplir le questionnaire est une obligation légale, et ceux qui refusent de le faire peuvent être condamnés à une amende pouvant aller jusqu'à 500 $. Il doit être rempli par les citoyens du Canada, les résidents permanents, les demandeurs d'asile et les titulaires d'un permis d'études ou de travail.

## Résultats
Le recensement de 2021 permet de comptabiliser une population canadienne totale de 36 991 981 habitants, vivant dans 14 978 941 de ses 16 284 235 logements privés. Avec une superficie de 8 788 702,80 km2, sa densité de population est de 4 209,37 habitants par kilomètre carré. Les provinces les plus et les moins peuplées sont respectivement l'Ontario et l'Île-du-Prince-Édouard. Parmi les trois territoires, les Territoires du Nord-Ouest est le plus populeux, tandis que le Nunavut redevient le moins populeux des territoires et provinces après avoir brièvement surpassé le Yukon lors du recensement de 2016.
Le recensement permet de constater que la population totale du Canada a augmenté de 5,2 % depuis le recensement de 2016, qui avait permis de comptabiliser une population de 35 151 728 habitants. La population de trois provinces et d'un territoire a augmenté plus rapidement que l'augmentation globale de la population du Canada, soit le Yukon (12,1 %), l'Île-du-Prince-Édouard (8 %), la Colombie-Britannique (7,6 %) et l'Ontario (5,8 %). La croissance rapide au Yukon est largement attribuée à l'immigration et à la migration à l'intérieur du Canada. À l'autre extrémité du spectre, une seule province et un seul territoire ont connu une diminution de leur population depuis 2016, soit Terre-Neuve-et-Labrador (–1,8 %) et les Territoires du Nord-Ouest (–1,7 %).
Les réponses des déclarants ont permis d'établir que la population canadienne est constituée de 50,73 % de femmes et de 49,27 % d'hommes, bien que le pays soit le premier au monde à fournir des données dans le cadre d'un recensement national sur les personnes s'identifiant comme transgenre (59 460 personnes) et non binaire (41 355 personnes). Par ailleurs, l'âge médian global au Canada est en 2021 de 41,6 ans, soit 40,4 ans pour les hommes et 42,8 ans pour les femmes.

### Population
Lors du recensement de 2021, la population dénombrée du Canada est de 36 991 981 habitants, représentant une croissance de 5,2 % par rapport au recensement de 2016.
| Rang | Province ou territoire    | Population | Population | Variation | Variation |
| Rang | Province ou territoire    | 2021       | 2016       | Nombre    | %         |
| ---- | ------------------------- | ---------- | ---------- | --------- | --------- |
| 1    | Ontario                   | 14 223 942 | 13 448 494 | 775 448   | 5,8       |
| 2    | Québec                    | 8 501 833  | 8 164 361  | 337 472   | 4,1       |
| 3    | Colombie-Britannique      | 5 000 879  | 4 648 055  | 352 824   | 7,6       |
| 4    | Alberta                   | 4 262 635  | 4 067 175  | 195 460   | 4,8       |
| 5    | Manitoba                  | 1 342 153  | 1 278 365  | 63 788    | 5,0       |
| 6    | Saskatchewan              | 1 132 505  | 1 098 352  | 34 153    | 3,1       |
| 7    | Nouvelle-Écosse           | 969 383    | 923 598    | 45 785    | 5,0       |
| 8    | Nouveau-Brunswick         | 775 610    | 747 101    | 28 509    | 3,8       |
| 9    | Terre-Neuve-et-Labrador   | 510 550    | 519 716    | −9 166    | −1,8      |
| 10   | Île-du-Prince-Édouard     | 154 331    | 142 907    | 11 424    | 8,0       |
| 11   | Territoires du Nord-Ouest | 41 070     | 41 786     | −716      | −1,7      |
| 12   | Yukon                     | 40 232     | 35 874     | 4 358     | 12,1      |
| 13   | Nunavut                   | 36 858     | 35 944     | 914       | 2,5       |
|      | Canada                    | 36 991 981 | 35 151 728 | 1 840 253 | 5,2       |

### Âge, sexe à la naissance et genre
Le tableau suivant présente les résultats détaillés par province et territoire des âges et du sexe à la naissance des personnes,. Le recensement canadien de 2022 étant le premier exercice au monde à recueillir des données à cet effet, ce tableau inclut également des données sur le genre auquel s'identifie une personne, celui-ci pouvant être différent du sexe à la naissance de la personne.
Les sous-catégories « Homme » et « Femme » de la colonne « Genre » comprennent donc des personnes transgenres et non binaires s'identifiant à l'une de ces catégories.
| Province ou territoire    | Âge       | Âge        | Âge       | Genre      | Genre      | Sexe à la naissance | Sexe à la naissance |
| Province ou territoire    | 0-14      | 15-64      | 65+       | Homme      | Femme      | Homme               | Femme               |
| ------------------------- | --------- | ---------- | --------- | ---------- | ---------- | ------------------- | ------------------- |
| Alberta                   | 809 640   | 2 823 770  | 629 225   | 2 127 935  | 2 134 700  | 2 126 925           | 2 135 710           |
| Colombie-Britannique      | 716 900   | 3 267 615  | 1 016 360 | 2 457 515  | 2 543 365  | 2 456 420           | 2 544 455           |
| Manitoba                  | 252 935   | 860 165    | 229 050   | 666 495    | 675 660    | 666 000             | 676 155             |
| Nouveau-Brunswick         | 111 130   | 487 320    | 177 160   | 381 460    | 394 150    | 381 260             | 394 350             |
| Terre-Neuve-et-Labrador   | 68 190    | 321 750    | 120 610   | 250 075    | 260 475    | 249 985             | 260 560             |
| Territoires du Nord-Ouest | 8 475     | 28 485     | 4 105     | 20 845     | 20 225     | 20 845              | 20 220              |
| Nouvelle-Écosse           | 136 710   | 617 345    | 215 325   | 471 735    | 497 650    | 471 180             | 498 200             |
| Nunavut                   | 12 085    | 23 170     | 1 605     | 18 765     | 18 095     | 18 755              | 18 105              |
| Ontario                   | 2 251 795 | 9 334 440  | 2 637 710 | 6 970 850  | 7 253 090  | 6 968 425           | 7 255 515           |
| Île-du-Prince-Édouard     | 23 640    | 97 985     | 32 710    | 75 385     | 78 945     | 75 370              | 78 965              |
| Québec                    | 1 391 360 | 5 356 940  | 1 753 530 | 4 201 960  | 4 299 875  | 4 201 360           | 4 300 475           |
| Saskatchewan              | 223 110   | 711 410    | 197 985   | 563 125    | 569 380    | 562 905             | 569 600             |
| Yukon                     | 6 825     | 27 360     | 6 050     | 20 105     | 20 130     | 20 085              | 20 150              |
| Canada                    | 6 012 795 | 23 957 755 | 7 021 430 | 18 226 240 | 18 765 745 | 18 219 520          | 18 772 465          |

### Centres de population et villes
Lors du recensement de 2021, les cinq plus grands centres de population au Canada sont Toronto, Montréal, Vancouver, Calgary et Edmonton, tout comme lors du recensement précédent. Il est à noter que le nombre d'habitants des centres de population de 2016 ont été révisés après la publication des chiffres officiels, ce qui explique la différence avec les chiffres officiels obtenus en 2016. Si on se restreint aux limites des villes, les cinq plus grandes villes sont Toronto, Montréal, Calgary, Ottawa et Edmonton.
Le Canada compte désormais 12 villes de plus de 500 000 habitants grâce à Surrey en Colombie-Britannique qui a atteint une population de 517 887 habitants. Au Nouveau-Brunswick, Moncton a détrôné Saint-Jean en tant plus grande ville de la province.
| Rang | Centre de population | Province/territoire  | Population en 2021 | Population en 2016 | Variation 2016-2021 (%) |
| ---- | -------------------- | -------------------- | ------------------ | ------------------ | ----------------------- |
| 1    | Toronto              | Ontario              | 5 647 656          | 5 433 590          | 3,9                     |
| 2    | Montréal             | Québec               | 3 675 219          | 3 528 651          | 4,2                     |
| 3    | Vancouver            | Colombie-Britannique | 2 426 160          | 2 268 864          | 6,9                     |
| 4    | Calgary              | Alberta              | 1 305 550          | 1 240 413          | 5,3                     |
| 5    | Edmonton             | Alberta              | 1 151 635          | 1 070 998          | 7,5                     |
| 6    | Ottawa-Gatineau      | Ontario/ Québec      | 1 068 821          | 994 576            | 7,5                     |
| 7    | Winnipeg             | Manitoba             | 758 515            | 712 858            | 6,4                     |
| 8    | Québec               | Québec               | 733 156            | 708 280            | 3,5                     |
| 9    | Hamilton             | Ontario              | 729 560            | 693 362            | 5,2                     |
| 10   | Kitchener            | Ontario              | 522 888            | 473 230            | 10,5                    |

| Rang | Ville       | Province/territoire  | Population en 2021 | Population en 2016 | Variation 2016-2021 (%) |
| ---- | ----------- | -------------------- | ------------------ | ------------------ | ----------------------- |
| 1    | Toronto     | Ontario              | 2 794 356          | 2 731 571          | 2,3                     |
| 2    | Montréal    | Québec               | 1 762 949          | 1 704 694          | 3,4                     |
| 3    | Calgary     | Alberta              | 1 306 784          | 1 239 220          | 5,5                     |
| 4    | Ottawa      | Ontario              | 1 017 449          | 934 243            | 8,9                     |
| 5    | Edmonton    | Alberta              | 1 010 899          | 933 088            | 8,3                     |
| 6    | Winnipeg    | Manitoba             | 749 607            | 705 244            | 6,3                     |
| 7    | Mississauga | Ontario              | 717 961            | 721 599            | −0,5                    |
| 8    | Vancouver   | Colombie-Britannique | 662 248            | 631 486            | 4,9                     |
| 9    | Brampton    | Ontario              | 656 480            | 593 638            | 10,6                    |
| 10   | Hamilton    | Ontario              | 569 353            | 536 917            | 6,0                     |
| 11   | Surrey      | Colombie-Britannique | 568 322            | 517 887            | 9,7                     |
| 12   | Québec      | Québec               | 549 459            | 531 902            | 3,3                     |

| Province/territoire       | Ville         | Population en 2021 | Population en 2016 | Variation 2016-2021 (%) | % de la population de la province/territoire |
| ------------------------- | ------------- | ------------------ | ------------------ | ----------------------- | -------------------------------------------- |
| Alberta                   | Calgary       | 1 306 784          | 1 239 220          | 5,5                     |                                              |
| Colombie-Britannique      | Vancouver     | 662 248            | 631 486            | 4,9                     |                                              |
| Île-du-Prince-Édouard     | Charlottetown | 38 809             | 36 094             | 7,5                     |                                              |
| Manitoba                  | Winnipeg      | 749 607            | 705 244            | 6,3                     |                                              |
| Nouveau-Brunswick         | Moncton       | 79 470             | 71 889             | 10,5                    |                                              |
| Nouvelle-Écosse           | Halifax       | 439 819            | 403 131            | 9,1                     |                                              |
| Nunavut                   | Iqaluit       | 7 429              | 7 740              | −4,0                    |                                              |
| Ontario                   | Toronto       | 2 794 356          | 2 731 571          | 2,3                     |                                              |
| Québec                    | Montréal      | 1 762 949          | 1 704 694          | 3,4                     |                                              |
| Saskatchewan              | Saskatoon     | 266 141            | 247 201            | 7,7                     |                                              |
| Terre-Neuve-et-Labrador   | Saint-Jean    | 110 525            | 108 860            | 1,5                     |                                              |
| Territoires du Nord-Ouest | Yellowknife   | 20 340             | 19 569             | 3,9                     |                                              |
| Yukon                     | Whitehorse    | 28 201             | 25 085             | 12,4                    |                                              |